# Tieta do Agreste (musical)
Tieta do agreste é um musical baseado no livro de mesmo nome escrito por Jorge Amado. Conta a história de uma jovem chamada Tieta que saiu de Santa'Anna do Agreste, sua terra natal, quando jovem e voltou 26 anos depois.
O elenco do musical era formado por Tânia Alves, Emanuelle Araújo, Neusa Romano, Luís Araújo, Cacau Mello,Tania Paes, Fabio Augusto Barreto e Maria do Carmo Soares, e contou com adaptação e direção geral de Christina Trevisan e com músicas de Pedro Paulo Bogossian.